# Valea Măcrișului
Valea Măcrişului é uma comuna romena localizada no distrito de Ialomiţa, na região de Muntênia. A comuna possui uma área de 110.00 km² e sua população era de 1897 habitantes segundo o censo de 2007.